# Оборонное производство
Оборонное производство — область производства (промышленности) государства, являющаяся совокупностью научно-исследовательских, испытательных учреждений, организаций и производственных предприятий, выполняющих разработку, испытание, производство и утилизацию вооружения, военной и специальной техники и другого имущества для вооружённых сил (силовых структур) государства. 
Отдельные авторы сужают понятие оборонное производство показывая его важнейшей, но не единственной, а составной частью военно-промышленного комплекса, что по мнению некоторых не соответствует определению ВПК.
В просторечии — оборонка.

## Оборонная промышленность в современном мире
Ядро военной промышленности составляют авиационная, ракетно-космическая, атомная, радиоэлектронная, судостроительная, бронетанковая промышленность, производство артиллерийско-стрелкового вооружения и боеприпасов. При этом в производстве военной продукции участвуют, как правило, тысячи фирм, специализирующихся на производстве отдельных узлов, агрегатов и компонентов, на выпуске специальных конструкционных материалов и оборудования, многие виды из которых не имеют гражданских аналогов. 
В начале XX века лишь небольшое число стран, в основном европейских, имело свою военную промышленность. В настоящее же время её имеют многие государства, хотя для большинства из них обеспечение всех потребностей в вооружении и военной технике зависит от импорта. Лишь несколько государств-членов НАТО обеспечивают основную часть своих потребностей в вооружении и военной технике за счет собственного производства.
В 2019 году пять крупнейших военно-промышленных компаний располагались в США: Lockheed Martin, Boeing, Northrop Grumman, Raytheon и General Dynamics. Совокупный годовой объем их продаж составил $166 млрд.

## СССР и Россия
В оборонной промышленности СССР в 1991 году было около 1 100 учреждений и предприятий (НИИ, заводов, фабрик) с числом работающих на них более 9 000 000 человек.
В России в оборонной промышленности занято около 2 500 000 — 3 000 000 человек.

## Состав
- разработка вооружения и военной техники (НИОКР);
- производство вооружения и военной техники (единичных образцов и массово при принятии на оснащение);
- испытание вооружения и военной техники;
- поставка (продажа) вооружения и военной техники;
- ремонт вооружения и военной техники;
- обслуживание вооружения и военной техники;
- утилизация вооружения и военной техники;

## Отрасли
Отрасли оборонного производства:
1. Производство ядерного оружия;
2. Ракетно-космическая промышленность;
3. Авиационная промышленность;
4. Судостроительная промышленность;
5. Бронетанковая промышленность;
6. Производство стрелкового оружия и боеприпасов;
7. Производство артиллерийского вооружения;

## Объекты оборонного производства
Объектами оборонного производства являются:
1. Все предприятия, производящие системы и элементы вооружения, взрывчатые и отравляющие вещества, расщепляющиеся и радиоактивные материалы, ракетные носители, космические и летательные аппараты, военное снаряжение, предприятия и объекты, обеспечивающие обслуживание, запуск и сопровождение космических аппаратов, осуществляющие научно-исследовательские и опытно-конструкторские работы в указанных областях — независимо от доли военных заказов;
2. Защищённые рабочие помещения запасных пунктов управления всех органов государственной власти Российской Федерации, а также объекты связи и инженерной инфраструктуры, предназначенные для использования в особый период.